# SerenityOS
SerenityOS è un sistema operativo desktop free e open source in continuo sviluppo dal 2018. Nasce inizialmente come progetto individuale del programmatore svedese Andreas Kling, SerenityOS è ora sviluppato da una comunità di hobbisti . Il sistema supporta l'instruction set x86-64 (il lavoro è attualmente nelle fasi iniziali per supportare AArch64 e RISC-V  ) e ospita molteplici applicazioni complesse tra cui il proprio browser web e ambiente di sviluppo integrato (IDE).

## Storia

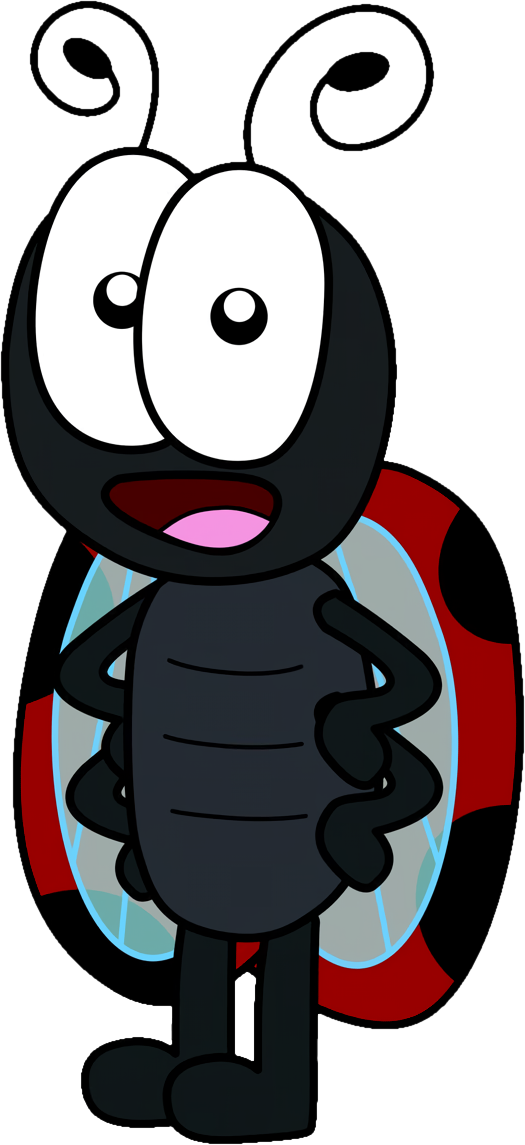
Buggie, la mascotte di SerenityOS

Andreas Kling ha lavorato in precedenza presso Nokia e successivamente presso Apple nel team di WebKit. Ha iniziato a sviluppare il progetto per aiutarlo a uscire dalla dipendenza, e come tale il nome del progetto deriva dalla Preghiera della Serenità.
Dal 2021, Kling ha iniziato a lavorare a tempo pieno su SerenityOS, supportato dalle donazioni della comunità. Il 3 giugno 2024 si è dimesso dal progetto per lavorare sul browser Ladybird.

## Caratteristiche
SerenityOS mira ad essere un moderno sistema operativo simile a Unix, con un aspetto simile ai sistemi operativi degli anni '90 come Microsoft Windows e Mac OS.
È sconsigliato incorporare codice preesistente nel sistema. Il browser web, ad esempio, utilizza un motore web scritto da zero noto come LibWeb. Esiste una raccolta di software di cui è stato effettuato il porting, come GCC, Git e Doom.
Lo sviluppo non segue un ciclo di rilascio e in quanto tale non ci sono versioni. Inoltre, non sono forniti i binari del sistema operativo, ci si aspetta che gli utilizzatori compilino il sistema dal codice sorgente.
Il sistema è scritto in quello che gli autori chiamano "Serenity C++", una variante del C++ priva di eccezioni e dotata di una propria libreria standard.
La popolarità di SerenityOS rispetto ad altri sistemi hobbistici è in parte dovuta al modesto successo del canale YouTube di Kling, dove carica video nei quali sviluppa parti del sistema assieme a demo e aggiornamenti mensili sui progressi.

### Browser web
SerenityOS include il browser Ladybird, un browser costruito da zero. Esso include un motore JavaScript, compilazione JIT, un task manager e supporto per il CSS e il C++. Kling lo sviluppa insieme a collaboratori retribuiti e volontari. Il 3 giugno 2024, Kling ha annunciato i suoi piani per creare un fork di Ladybird e iniziare lo sviluppo sul browser come progetto separato. Ladybird utilizza LibWeb e LibJS, rispettivamente come browser e motore JavaScript.

## Ricezione
Jim Salter di Ars Technica considerava l'uso del file system ext2 la caratteristica che meno apprezzava del sistema operativo. Rispetto a TempleOS (altro sistema operativo molto conosciuto nella comunità degli hobbisti), lo considerava più accessibile. Per gli utenti meno tecnici che cercano uno stile visivo che ricorda la metà e la fine degli anni '90, è stato invece consigliato il tema Xfce Chicago95 o il Redmond Project.